# Amfibrach
Amfibrach (gr. amphíbrachys, dosł. z obu stron krótki) w metryce iloczasowej – stopa metryczna składająca się z trzech sylab: jednej długiej między dwiema krótkimi.
W polskich wierszach odpowiednikiem jest sekwencja składająca się z jednej sylaby akcentowanej między dwiema nieakcentowanymi. W języku polskim występuje bardzo często, prawie każdy trzysylabowy wyraz jest amfibrachem (np. kolega), łatwo też układać z amfibrachów wiersze sylabotoniczne, np.
Po morzach wędrował, był kiedyś Farysem,

Pod palmą spoczywał, pod ciemnym cyprysem,

Z modlitwą Araba był w gmachach Khaaba,

(…)

(Juliusz Słowacki, Duma o Wacławie Rzewuskim)